# 垂直跳び
垂直跳び（すいちょくとび）とは、直立姿勢から助走せずにその場で両足の力で垂直に飛び上がるジャンプ。その場跳び。サージャントジャンプ、Vertical Jumpなどともいう。似た単語にvertical leapがあるが、こちらは助走の有無を問わず一度の跳躍でどれだけ跳べるかを測定する。

## 垂直跳びの仕組み
垂直跳びは大きく3つの段階（初期・中期・後期）でその運動形態を分けることができる。垂直跳びのためのパワー発揮は、素早い上体の沈み込み（抜重動作）によって股関節が屈曲し、股関節周辺の単関節筋である股関節伸筋群（主に大臀筋、以下 (1) ）が急激に引き伸ばされ、伸張反射によって強い収縮が引き起こされることにより股関節の伸展が開始することから始まる。この時、ほぼ同時に膝関節周辺の単関節筋群（以下 (2) ）が伸張反射を引き起こし、膝関節が伸展しようとするが、股関節伸展と膝関節屈曲に関与する二関節筋のハムストリングス（以下 (3) ）が股関節伸展のために収縮しているので、(2) と打ち消しあうことで、股関節の伸展は促進され上体は立ち上がるが、膝関節の伸展は抑えられる（初期）。上体が立ち上がることで (3) の収縮が弱まり、股関節屈曲と膝関節伸展に関わる二関節筋群（主に大腿直筋、以下 (4) ）が引き延ばされ、これも伸張反射によって強い収縮をすることで、今度は股関節伸展が抑えられ、膝関節の伸展が促進される（中期）。(4) によって膝関節が急激に伸展を開始すると、膝関節屈曲と足関節底屈に関わる二関節筋（腓腹筋、以下 (5) ）が引き延ばされ、活発に力を出し始める。この時、(4) は (1) に逆らって胴体の後方への回転を抑えながら、(1) のパワーを膝へと伝えている（膝関節伸展へ貢献している）。(5) は膝関節を曲げようとするが、大腿や下腿の回転の勢いなどにより膝関節は伸展を続けるので、結果的に (5) によって踵が上へ引っ張られ、足関節を急激に底屈させる（後期）。これらのことは1秒未満の一瞬で起きていることなので意識することはできないが、(1) ～ (5) が前述のように非常に巧みに連動することで跳躍が可能となるのである。
単関節筋が発揮した力と二関節筋が発揮した力が互いに打ち消しあう。というようなことがあり、パワー発揮の面で損をしているように思えるが、これが重要な働きなのである。なぜなら、筋肉は収縮速度が遅い方が大きな力を発揮できるからである（Hillの方程式）。二関節筋が単関節筋の収縮速度を適正に保つことによって（パワーを上手に伝えているとも言える）、人により差はあるにせよ、跳躍を可能にする大きなパワーを生み出すことができるのである。また、高く飛ぶためには大腿四頭筋を鍛えなければならないと思われている場合が多いが、前述の仕組みによると、大腿直筋は (1) のパワーを膝関節へ伝えたにすぎないので、最大筋力が筋の横断面積に比例することからも、膝関節伸展のパワーの多くは (1) から伝わったものだと考えることができる。また、足関節底屈筋群は、股関節伸展筋群や膝関節伸展筋群に比べて細いのに（最大筋力は筋の横断面積に比例する）、足関節が跳躍の際に、他の下肢関節により発揮されて伝わってきた大きなパワーを強力な底屈によって地面へ伝えることができるのは、太くて長い腱（アキレス腱）が、パワーの多くを弾性エネルギーとして蓄え、それが強力に縮む、ということが起きているからである．全身の運動に関して、弾性要素である腱は、弾性エネルギーの利用という面で大きな役割を担っている（「バネのある動き」とは弾性要素が有効に発揮できている動き）。最近流行している言葉でもあるSSC（伸張短縮サイクル、Stretch-Shortening Cycle）が上手に使えているかどうかも、垂直跳び動作の根幹をなす重要なことである。
高い垂直跳びパフォーマンス発揮するためには、鋭い抜重動作とタイミングの良い腕の振り（反動動作）が必要となる。抜重動作には物理的に、一時的に重心を下方へ加速させることで床反力を減少させ、重心が上昇局面に移る時に、それまでに得た加速度の分だけ増加した床反力を得られる、という効果がある。簡単に表すと下記の式のようなことになる。（Fはその時の床反力、mは跳躍者の体重、gは重力加速度、aは重心の加速度、上方を正、下方を負とする）
- 静止状態：{\displaystyle F=mg}
- 沈み込み時：{\displaystyle F=m(g-a)}
- 切り替わり時：{\displaystyle F=m(g+a)}

この考えからすると、抜重動作によって地面反力を0に近づけることができれば、作用反作用により、より大きな床反力を得ることができるということになる。
腕の振りの役割は大きく2つある。一つ目は反動動作、もう一つは上体の引き上げである。後方に勢いよく振り上げた腕が、振りおろしによって下向きに加速すると、下降から上昇に切り替わる時、腕はそれまでの加速と腕の質量の積と等しい力で肩関節を下向きに引っ張る。その力は最終的には地面が足裏を押す力となる。つまり、腕の振りによって床反力を増加させることができるのである。この力は、最終的に下肢にかかっているので、下肢の関節を伸展させる筋肉を強制伸張し、反動動作の目的である収縮力の増加をもたらしている。続いて、腕の上昇速度が胴体の上昇速度よりも早い速度で上昇し、胴体の上昇速度と腕の上昇速度が同じになる過程で、腕には下向きの加速度が生じる。すなわち、肩関節には上向きの力がはたらき、腕の振り上げが胴を上方へ引っ張ることになる。

## 測定方法
垂直とびの測定方法には、壁面に機器を取り付けて測定する方法、腰に紐を付けて測定する方法、滞空時間から推定する方法がある。壁面を用いる方法が最も一般的であるが壁面を用いなくても測定できるよう工夫した機器もある。
壁面に取り付ける機器で測定する方法
壁面に機器を取り付け、壁面から20cm程度離れた床面に壁と平行に直線を引いておく。そして腕をまっすぐ伸ばした指先の位置にチョークの粉で印を付ける（可動式測定機器の場合は指先が0cmの位置になるよう合わせておく）。指先にチョークの粉をつけて、利き手側の足を床面に引いた線に合わせて横向きに立ち、膝を曲げ、腕を振ってできる限り高く跳躍して測定板に指先で印をつける。腕をまっすぐ伸ばした指先の位置と跳躍時の印の位置との最短距離が測定値となる。
腰に紐を付ける機器で測定する方法
測定用の紐が出ているマットの上に立ち、ひもの片方を腰に巻き付ける。紐をぴんと張るようにして、跳躍前の腰の高さに固定した状態でメーターの目盛りを0cmに合わせておき、この状態で垂直に跳躍して測定する。
滞空時間から跳躍高を算定する機器で測定する方法
センサー付のマット状の測定機器を用いる。測定機器の上に立って目盛りをリセットし、跳躍し滞空時間から跳躍高を推定する。着地時に膝を曲げると誤差を生じるため直立の姿勢で着地する必要がある。

## 記録 ・平均値
- NBAの平均記録は71cm[3]、陸上の跳躍競技トップ選手達は70cm台とされる[4]。
- ミズノスポーツ科学研究所が調べた平均値は、野球選手が65.5cm、サッカー選手が61.2cm、ラグビー選手が58.9cm、陸上短距離選手が73.2cm、一般成人（25〜34歳）が55.2cmとなっている[5]。
- アトランタオリンピック日本代表選手の垂直跳び記録は、ウエイトリフティング軽量級、ウエイトリフティング中量級、ウエイトリフティング重量級、ビーチバレー、ウエイトリフティング最軽量級、陸上短距離、陸上跳躍、体操の順に高かったという[6]。